# Kruikmos
Kruikmos (Splachnum ampullaceum) is een soort bladmos uit het geslacht Splachnum.

## Ecologie
Kruikmos is een coprofiel die vrijwel uitsluitend voorkomt op ontlasting van grote grazers in hoogveengebieden.

### Syntaxonomie
Kruikmos geldt als transgrediërende kensoort voor de kruikmos-associatie en alle bovenliggende syntaxa.